# Yahrzeit

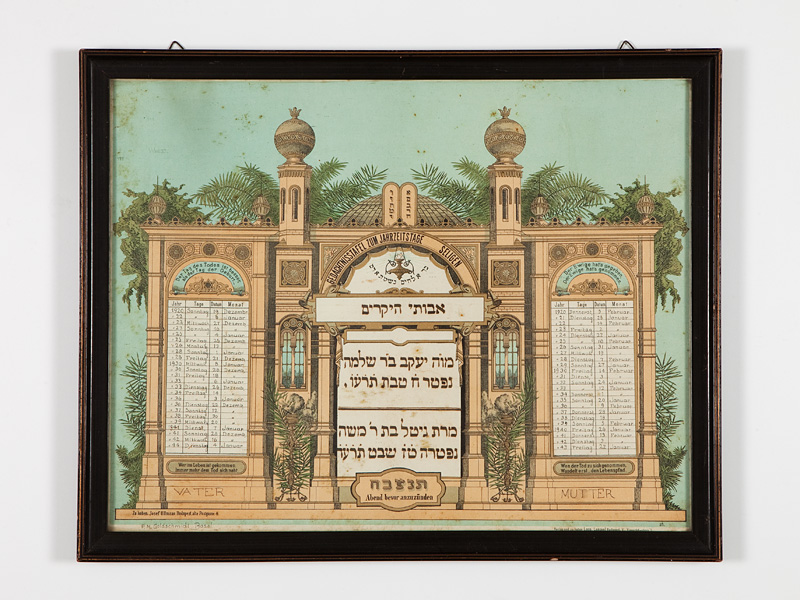
Table de Yahrzeit du début du 20ème siècle, dans la collection du Musée juif de Suisse.

Le Yahrzeit (yiddish : יאָרצײַט, pluriel יאָרצײַטן, yortsaytn) est l'anniversaire d'un décès (en) dans le judaïsme. Il est traditionnellement commémoré en récitant le Kaddish à la synagogue et en allumant une bougie de yahrzeit.

## Nom
Le mot Yahrzeit est emprunté au yiddish yortsayt (יאָרצײַט), qui trouve son origine ultime dans le moyen haut allemand jārzīt. Il est en doublet avec le mot anglais yeartide. L'utilisation du mot pour désigner l'anniversaire de décès juif remonte au moins au XVe siècle, apparaissant dans les écrits de Shalom de Neustadt (he), Isaac de Tyrnau  et Moses Mintz (en). Mordecai Yoffe (en) utilise également le terme dans son ouvrage de 1612, Levush ha-Tekehlet.
Bien que d'origine yiddish, de nombreuses communautés séfarades et mizrahies ont adopté le terme,,, , probablement diffusé à travers la littérature rabbinique. Des variantes du mot se trouvent en judéo-arabe (yarṣayt ou yarṣyat), en ladino, en judéo-italien, en judéo-tadjik (en) et en judéo-tat. Ben Ich Haï note qu'une fausse étymologie autrefois commune du mot était un acronyme hébreu. D'autres noms pour cette commémoration incluent naḥalah (נחלה) en hébreu, meldado et anyos en ladino, et sāl (سال) en judéo-persan.

## Histoire
La tradition de commémorer l'anniversaire du décès dans le judaïsme a des origines anciennes. Durant l'ère talmudique, il était courant d'observer la date du décès d'un père ou d'un enseignant en jeûnant, ou en s'abstenant de consommer de la viande et du vin. La discussion dans le Gemara suggère que c'était une pratique volontaire conformément à la directive d'honorer son père "pendant sa vie et après sa mort". Rachi note qu'il était coutumier de se rassembler autour de la tombe d'une personne illustre à l'anniversaire de son décès.
La pratique moderne d'observer le Yahrzeit pour les parents a probablement pris naissance parmi les communautés juives de l'Allemagne médiévale, avant d'être adoptée plus tard par les Juifs séfarades.

## Coutumes

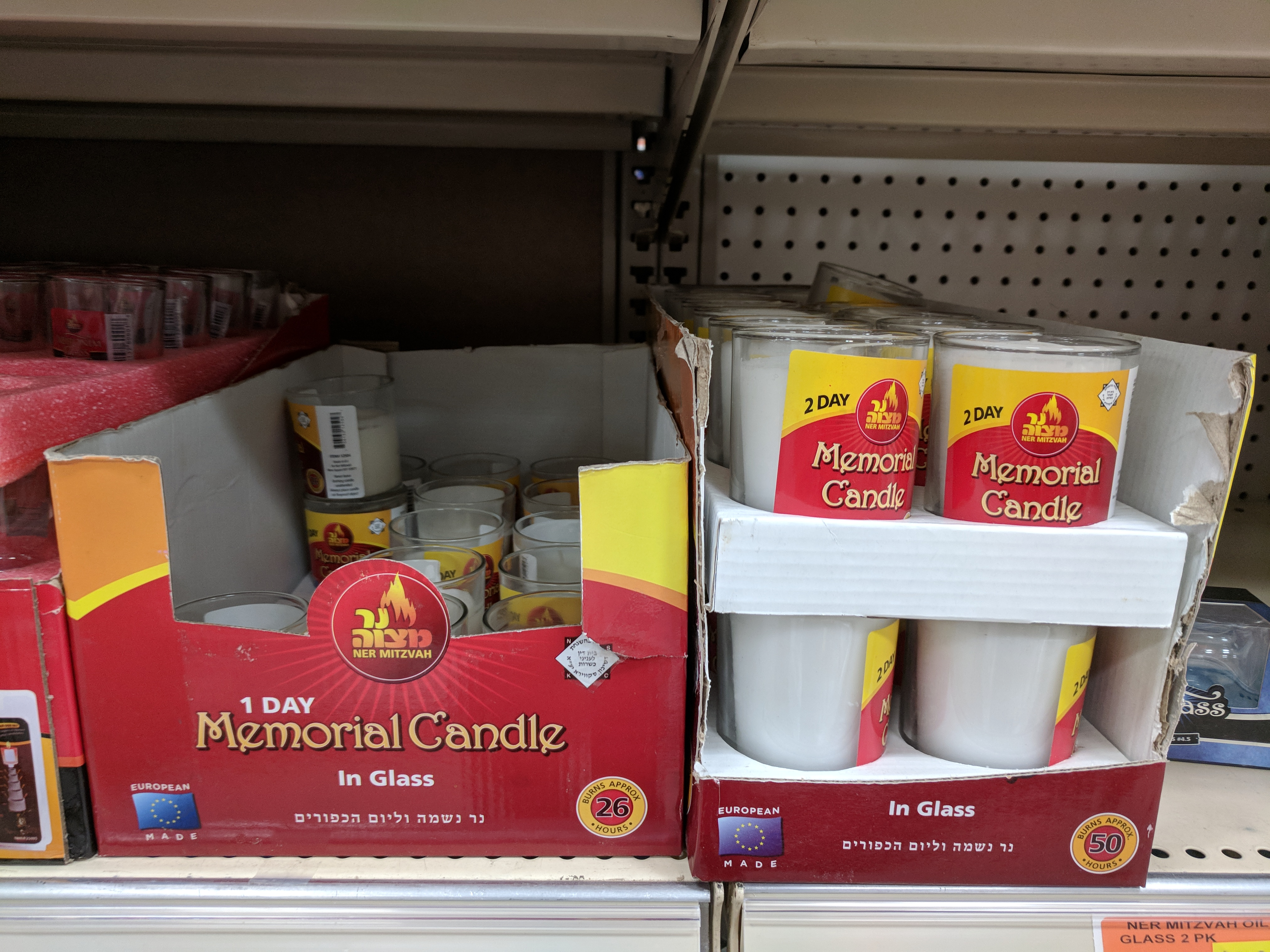
Bougies de Yahrzeit en vente dans une épicerie juive.

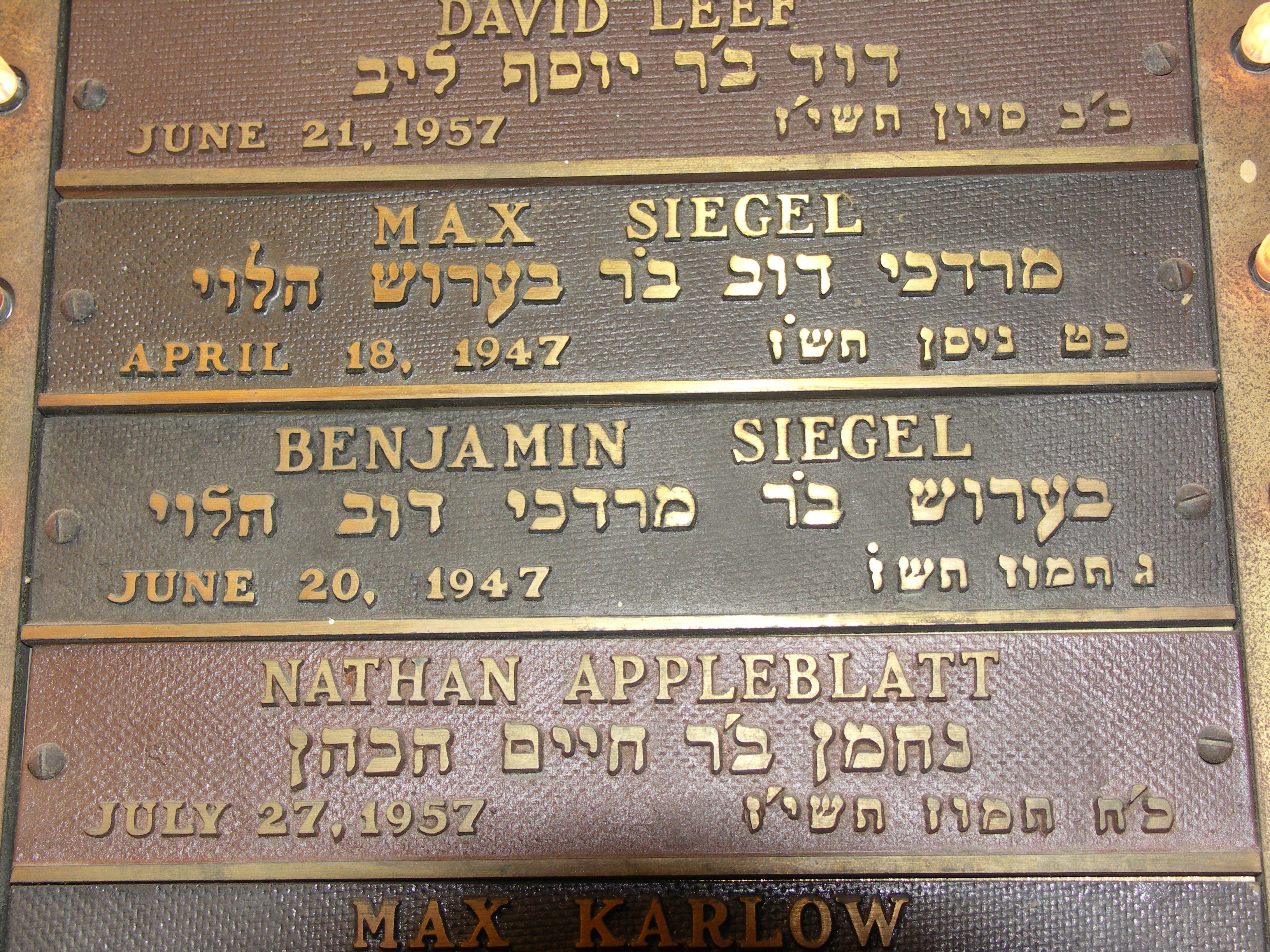
Plaques commémoratives sur un tableau de Yahrzeit dans une synagogue.

### Date d'observance
Le Yahrzeit est généralement observé à la date anniversaire du décès d'un membre de la famille immédiate ou d'une personne remarquable, selon le calendrier hébraïque. Certaines autorités soutiennent que lorsqu'une personne n'a pas été enterrée dans les deux jours suivant son décès, le premier Yahrzeit est alors observé à l'anniversaire de son enterrement. Il existe également des exceptions lorsque la date tombe le jour de Rosh Ḥodech (le début d'un nouveau mois hébraïque) ou pendant une année bissextile du calendrier hébraïque :
| Date du décès                                                                                                | Situation le jour du Yahrzeit  | Commémoré le..                                                   |
| --- | ------------------------------ | ---------------------------------------------------------------- |
| Premier jour d'un Roch Hodech de deux jours, c'est-à-dire le dernier (30ème) jour du mois précédent.         | Rosh Ḥodesh ne dure qu'un jour | 29ème jour (dernier jour) du mois précédent (pas un Rosh Ḥodesh) |
| Deuxième jour d'un Rosh Ḥodesh de deux jours, c'est-à-dire le premier jour du nouveau mois.                  | Rosh Ḥodesh ne dure qu'un jour | Premier jour du mois (Rosh Ḥodesh)                               |
| Le premier jour d'un Rosh Ḥodesh de deux jours, c'est-à-dire le dernier jour (30ème jour) du mois précédent. | Rosh Ḥodesh ne dure deux jours | Premier jour du Rosh Ḥodesh de deux jours                        |
| Le deuxième jour d'un Rosh Ḥodesh de deux jours, c'est-à-dire le premier jour du nouveau mois.               | Rosh Ḥodesh ne dure deux jours | Deuxième jour du Rosh Ḥodesh de deux jours                       |
| Adar I (année bissextile)                                                                                    | est une année bissextile       | Adar I                                                           |
| Adar I (année bissextile)                                                                                    | n'est une année bissextile     | Adar                                                             |
| Adar (année non-bissextile)                                                                                  | est une année bissextile       | Les opinions varient (soit Adar I, Adar II, ou les deux)         |
| Adar (année non-bissextile)                                                                                  | n'est une année bissextile     | Adar                                                             |
| Adar II (année bissextile)                                                                                   | est une année bissextile       | Adar II                                                          |
| Adar II (année bissextile)                                                                                   | n'est une année bissextile     | Adar                                                             |
| Autres jours (incluant Shabbat ou Yom Tov)                                                                   | Tous                           | À la date du décès                                               |

### Pratiques courantes
Lorsqu'elle est commémorée par un proche immédiat, la journée est marquée par deux pratiques principales : la récitation du Kaddish des endeuillés et l'allumage de la bougie de Yahrzeit, qui est laissée brûler pendant vingt-quatre heures. D'autres coutumes incluent être appelé à la lecture publique de la Torah ou réciter la Haftara le Shabbat précédent,, ainsi que sponsoriser un Kiddouch à la synagogue en l'honneur du défunt. Une ampoule portant le nom du défunt peut être allumée sur le tableau de Yahrzeit de la synagogue. Historiquement, le jeûne était également une pratique courante.
Selon certaines sources, la bougie de Yahrzeit revêt une signification kabbalistique. Aaron Berechiah de Modène (en) compare la mèche brûlante de la bougie à l'âme dans le corps, citant le Proverbe « l'âme de l'homme est la bougie de Dieu ». Il note également que la valeur numérique de נר דלוק ('bougie brûlante') est équivalente à celle de השכינה ('la Shekhina'),. D'autres érudits suggèrent que la tradition d'allumer des bougies pourrait avoir des origines chrétiennes,.
Certaines communautés, en particulier les Sépharades en Terre d'Israël, étaient initialement opposées à la récitation du Kaddish des endeuillés après les onze premiers mois suivant un décès, arguant que cela jetterait une lumière négative sur le défunt. Isaac Louria a offert une perspective alternative, expliquant que « tandis que le Kaddish de l'orphelin pendant les onze premiers mois aide l'âme à passer de Géhenne à Gan Eden, le Kaddish de Yahrzeit élève chaque année l'âme vers une sphère supérieure au paradis ». Menasseh ben Israël adopte également cette perspective.
Les Juifs Ḥassidiques célèbrent traditionnellement le Yahrzeit de leurs rabbins respectifs avec des chants, des danses et une joie générale, transformant ainsi cette célébration initialement funèbre en une occasion de festivités joyeuses. Les Mitnaggedim ont vivement protesté contre cette innovation.

## Yahrzeits notables
Les Yahrzeits les plus largement observés sont le Septième d'Adar I (en), l'anniversaire de la mort de Moïse ; Lag ba-Omer, le Yahrzeit de Shimon bar Yohaï, observé à son tombeau à Meron (en) depuis au moins le XVIe siècle; et le Jeûne de Gedalia, la date de l'assassinat de Gedaliah (en).
Une célébration de Yahrzeit en l'honneur de Rabbi Meïr se tient à Tibériade le 15e de Iyyar. Au Maroc, des pèlerinages annuels sont faits aux tombes d'Isaac ben Walid (en) et Haïm Pinto aux anniversaires de leur décès. Jusqu'à la Seconde Guerre mondiale, le Yahrzeit de Moses Isserles était observé à Cracovie le 18e de Iyyar.
En Israël, les Yahrzeits des figures nationales sont observés comme des jours fériés, tels que le Jour de Ben-Gourion, le Jour de Herzl, le Jour de Jabotinsky et le Jour de Rabin.